# Médaille commémorative de la FINUL
La médaille commémorative de la FINUL, ou médaille commémorative de la force intérimaire des Nations unies au Liban, a été établie en mars 1978 pour surveiller le retrait des forces israéliennes au sud Liban, restaurer la paix et la sécurité, et assister le gouvernement du Liban en assurant le retour effectif de l'autorité dans la zone. À ce jour, la mission est toujours en cours. Une distinction a été créée pour commémorer leur action.

## Caractéristiques

### Ruban
Le ruban est composé de trois larges bandes bleu ONU (9 mm), vert clair (11 mm) et bleu ONU (9 mm) séparées par trois bandes étroites (1 mm de largeur chacune) blanc, rouge et blanc. Les couleurs représentent les drapeaux des Nations unies et le Liban.

### Médaille
Elle est en bronze :
- l'avers comporte l'insigne des Nations unies entouré d'une couronne de laurier avec "UN" (pour Nations unies) en haut ;
- le revers est marqué (IN THE SERVICE OF PEACE, "Au service de la paix").

Dans l'usage courant, la médaille d'Outre-Mer avec agrafe « LIBAN » est attachée avec la médaille des Nations unies.

### Attribution
Cette médaille est décernée en reconnaissance de 90 jours de service, à partir du 19 mars 1978.
Depuis le 1er janvier 2020 elle est décernée au bout de 20 jours de service sur le territoire(source : UNIFIL - J1)